# Hlučín
Hlučín (in tedesco: Hultschin) è una città della Repubblica Ceca orientale, nel Distretto di Opava, nella Regione di Moravia-Slesia. Appartenne alla Prussia dal 1740 al 1918, quando venne ceduta alla neonata Cecoslovacchia in base alla sconfitta della Germania al termine della Prima Guerra Mondiale.

## Amministrazione

### Gemellaggi
- Ružomberok
- Namysłów
- Nebelschütze